# San Diego

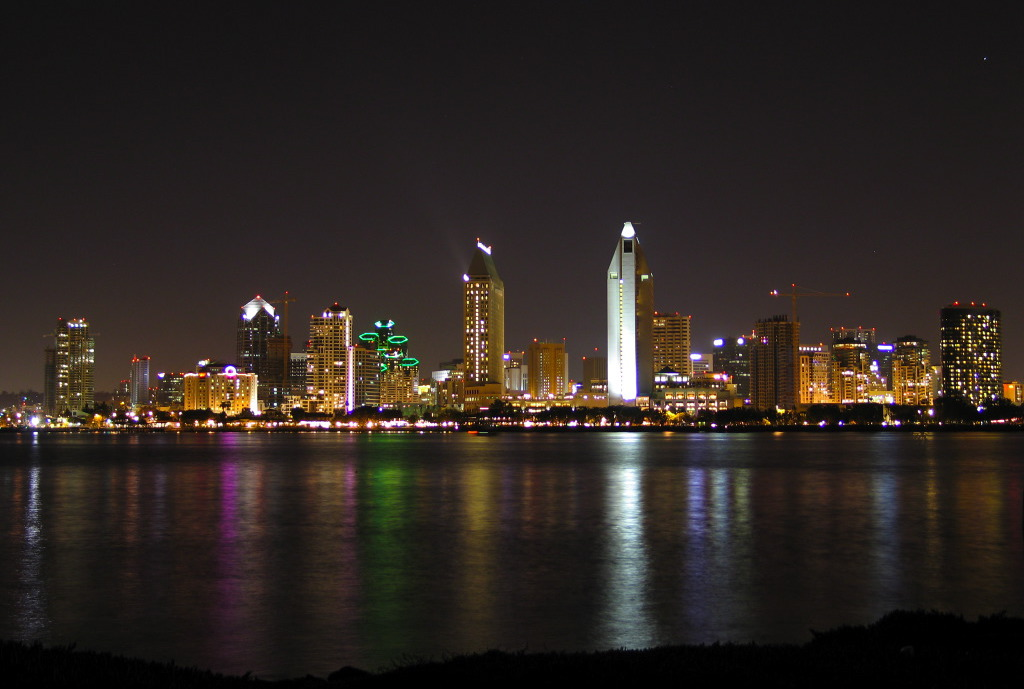
Thành phố San Diego vào ban đêm

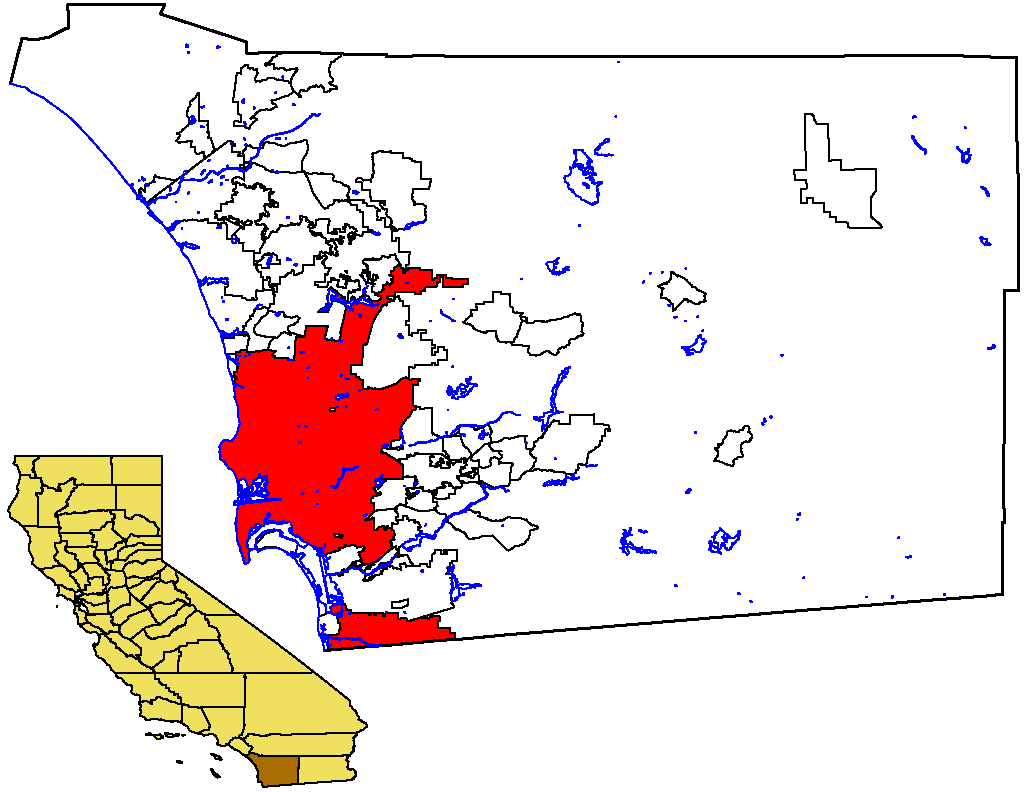
Bản đồ Quận San Diego với thành phố San Diego được tô đậm màu đỏ

San Diego là một thành phố duyên hải miền nam tiểu bang California, góc tây nam Hoa Kỳ lục địa, phía bắc biên giới México. Thành phố này là quận lỵ của Quận San Diego và là trung tâm kinh tế vùng đô thị San Diego—Carlsbad—San Marcos. Tính đến năm 2010 Thành phố San Diego có 1,301,617 người. San Diego là thành phố lớn thứ nhì trong tiểu bang California (sau thành phố Los Angeles), và lớn thứ tám tại Hoa Kỳ.

## Lịch sử
San Diego được thành lập vào năm 1602 trong thuộc địa Tân Tây Ban Nha đặt tên theo Thánh Điđacô ("San Diego" trong tiếng Tây Ban Nha). Trước khi người châu Âu đến lập nghiệp thì người thổ dân Kumeyaay và tổ tiên của họ đã cư ngụ trong vùng cách đây hơn 10,000 năm. Năm 1822, San Diego trở thành một phần của nước México mới giành độc lập. Sau Chiến tranh Mỹ-Mexico, thành phố đã được sáp nhập vào Hoa Kỳ.
Dùng đường bộ, San Diego cách Los Angeles 2½ giờ xe chạy về phía nam và nửa giờ xe về phía bắc từ Tijuana, Mexico.

## Khí hậu
| Dữ liệu khí hậu của San Diego (Sân bay quốc tế San Diego) 1981−2010, cực độ 1874−nay | Dữ liệu khí hậu của San Diego (Sân bay quốc tế San Diego) 1981−2010, cực độ 1874−nay | Dữ liệu khí hậu của San Diego (Sân bay quốc tế San Diego) 1981−2010, cực độ 1874−nay | Dữ liệu khí hậu của San Diego (Sân bay quốc tế San Diego) 1981−2010, cực độ 1874−nay | Dữ liệu khí hậu của San Diego (Sân bay quốc tế San Diego) 1981−2010, cực độ 1874−nay | Dữ liệu khí hậu của San Diego (Sân bay quốc tế San Diego) 1981−2010, cực độ 1874−nay | Dữ liệu khí hậu của San Diego (Sân bay quốc tế San Diego) 1981−2010, cực độ 1874−nay | Dữ liệu khí hậu của San Diego (Sân bay quốc tế San Diego) 1981−2010, cực độ 1874−nay | Dữ liệu khí hậu của San Diego (Sân bay quốc tế San Diego) 1981−2010, cực độ 1874−nay | Dữ liệu khí hậu của San Diego (Sân bay quốc tế San Diego) 1981−2010, cực độ 1874−nay | Dữ liệu khí hậu của San Diego (Sân bay quốc tế San Diego) 1981−2010, cực độ 1874−nay | Dữ liệu khí hậu của San Diego (Sân bay quốc tế San Diego) 1981−2010, cực độ 1874−nay | Dữ liệu khí hậu của San Diego (Sân bay quốc tế San Diego) 1981−2010, cực độ 1874−nay | Dữ liệu khí hậu của San Diego (Sân bay quốc tế San Diego) 1981−2010, cực độ 1874−nay |
| Tháng                                                                                | 1                                                                                    | 2                                                                                    | 3                                                                                    | 4                                                                                    | 5                                                                                    | 6                                                                                    | 7                                                                                    | 8                                                                                    | 9                                                                                    | 10                                                                                   | 11                                                                                   | 12                                                                                   | Năm                                                                                  |
| ------------------------------------------------------------------------------------ | ------------------------------------------------------------------------------------ | ------------------------------------------------------------------------------------ | ------------------------------------------------------------------------------------ | ------------------------------------------------------------------------------------ | ------------------------------------------------------------------------------------ | ------------------------------------------------------------------------------------ | ------------------------------------------------------------------------------------ | ------------------------------------------------------------------------------------ | ------------------------------------------------------------------------------------ | ------------------------------------------------------------------------------------ | ------------------------------------------------------------------------------------ | ------------------------------------------------------------------------------------ | ------------------------------------------------------------------------------------ |
| Cao kỉ lục °F (°C)                                                                   | 88 (31)                                                                              | 90 (32)                                                                              | 99 (37)                                                                              | 98 (37)                                                                              | 98 (37)                                                                              | 101 (38)                                                                             | 100 (38)                                                                             | 98 (37)                                                                              | 111 (44)                                                                             | 107 (42)                                                                             | 100 (38)                                                                             | 88 (31)                                                                              | 111 (44)                                                                             |
| Trung bình ngày tối đa °F (°C)                                                       | 65.1 (18.4)                                                                          | 65.0 (18.3)                                                                          | 65.6 (18.7)                                                                          | 67.5 (19.7)                                                                          | 68.5 (20.3)                                                                          | 70.8 (21.6)                                                                          | 74.6 (23.7)                                                                          | 76.4 (24.7)                                                                          | 75.9 (24.4)                                                                          | 72.8 (22.7)                                                                          | 69.0 (20.6)                                                                          | 64.7 (18.2)                                                                          | 69.7 (20.9)                                                                          |
| Tối thiểu trung bình ngày °F (°C)                                                    | 49.0 (9.4)                                                                           | 50.7 (10.4)                                                                          | 53.2 (11.8)                                                                          | 55.9 (13.3)                                                                          | 59.4 (15.2)                                                                          | 62.0 (16.7)                                                                          | 65.4 (18.6)                                                                          | 66.7 (19.3)                                                                          | 65.2 (18.4)                                                                          | 60.6 (15.9)                                                                          | 53.6 (12.0)                                                                          | 48.4 (9.1)                                                                           | 57.5 (14.2)                                                                          |
| Thấp kỉ lục °F (°C)                                                                  | 25 (−4)                                                                              | 34 (1)                                                                               | 36 (2)                                                                               | 39 (4)                                                                               | 45 (7)                                                                               | 50 (10)                                                                              | 54 (12)                                                                              | 54 (12)                                                                              | 50 (10)                                                                              | 43 (6)                                                                               | 36 (2)                                                                               | 32 (0)                                                                               | 25 (−4)                                                                              |
| Lượng mưa trung bình inches (mm)                                                     | 1.98 (50)                                                                            | 2.27 (58)                                                                            | 1.81 (46)                                                                            | 0.78 (20)                                                                            | 0.12 (3.0)                                                                           | 0.07 (1.8)                                                                           | 0.03 (0.76)                                                                          | 0.02 (0.51)                                                                          | 0.15 (3.8)                                                                           | 0.57 (14)                                                                            | 1.01 (26)                                                                            | 1.53 (39)                                                                            | 10.34 (263)                                                                          |
| Số ngày mưa trung bình (≥ 0.01 in)                                                   | 6.7                                                                                  | 7.1                                                                                  | 6.5                                                                                  | 4.0                                                                                  | 1.4                                                                                  | 0.8                                                                                  | 0.7                                                                                  | 0.4                                                                                  | 1.2                                                                                  | 2.8                                                                                  | 4.1                                                                                  | 5.8                                                                                  | 41.5                                                                                 |
| Độ ẩm tương đối trung bình (%)                                                       | 63.1                                                                                 | 65.7                                                                                 | 67.3                                                                                 | 67.0                                                                                 | 70.6                                                                                 | 74.0                                                                                 | 74.6                                                                                 | 74.1                                                                                 | 72.7                                                                                 | 69.4                                                                                 | 66.3                                                                                 | 63.7                                                                                 | 69.0                                                                                 |
| Số giờ nắng trung bình tháng                                                         | 239.3                                                                                | 227.4                                                                                | 261.0                                                                                | 276.2                                                                                | 250.5                                                                                | 242.4                                                                                | 304.7                                                                                | 295.0                                                                                | 253.3                                                                                | 243.4                                                                                | 230.1                                                                                | 231.3                                                                                | 3.054,6                                                                              |
| Phần trăm nắng có thể                                                                | 75                                                                                   | 74                                                                                   | 70                                                                                   | 71                                                                                   | 58                                                                                   | 57                                                                                   | 70                                                                                   | 71                                                                                   | 68                                                                                   | 69                                                                                   | 73                                                                                   | 74                                                                                   | 69                                                                                   |
| Nguồn: NOAA (độ ẩm, nắng 1961−1990)                                                  |                                                                                      |                                                                                      |                                                                                      |                                                                                      |                                                                                      |                                                                                      |                                                                                      |                                                                                      |                                                                                      |                                                                                      |                                                                                      |                                                                                      |                                                                                      |